# 直邮广告
直邮广告（Direct Mail or Direct Media，簡稱DM，又譯直效信函或直接郵寄商業郵件）是指將促銷訊息直接郵寄給消費者的商業廣告信函邮件。
DM在中国由国家工商局主管，申请开办必须拥有注册资本150万元，以及三年以上广告公司经营资质。

## 歷史
歷史有記錄的第一個郵寄商業廣告是在公元前1000年，埃及地主寫在一塊草紙上，回報逃亡奴隸的廣告。1683年，美國人威廉·佩恩出版了一本小冊子，包含土地的廣告，其中包括費城的地圖。這是第一個有地圖的土地廣告。

## 應用範疇
直接邮件广告，即广告主将广告信息印刷成信件或宣传品，以指名方式直接邮寄给有可能购买的消费者的直接广告。它最初是以邮政传递网络为传播途径，以信函为载体的广告媒体，选择有针对性的目标客户群落的名址打印封装，通过邮政渠道寄发的一种函件业务。具有传播信息，发布广告的效能。後凡是報紙或雜誌夾帶，或路邊派送分發，或隨各式帳單夾帶寄送的廣告物，皆稱為DM。
直效信函過去只用於郵購銷售，現在則有各式各樣的功能，包括募款與尋求政治上的支持。為數眾多的組織都在使用它，從美國運通、《時代雜誌》到香蕉共和國之類的專業零售店不等。

## 種類與型態
- 介紹新產品的
- 具有新聞性的
- 服務用的
- 特賣會活動
- 邀請活動
- 其他

## 優點
直效信函有一個很大的好處：行銷人員只要利用內部資料庫以及擁有數萬甚至數百萬筆姓名與地址的外部名單，便能非常準確地鎖定對象，因為它都是按照人口與消費資料來劃分的。這種資料庫多半都是掌握在專業機構手裡，它可以讓行銷人員仔細挑選最可能的買主，而且幾乎適用於各種產品。

## 成效
雖然直效信函有時候被戲稱為垃圾郵件，但有研究顯示，收到的信件原封不動地被丟進垃圾桶的比例還不到五分之一。